# La Libertad (Mexique)
Pour les articles homonymes, voir La Libertad.
La Libertad est une municipalité mexicaine située dans l’État du Chiapas.